# Campeonato Centroamericano y del Caribe 1946
El Campeonato Centroamericano y del Caribe 1946 fue la tercera edición del Campeonato Centroamericano y del Caribe de Fútbol, torneo más importante de la extinta Confederación de Centroamérica y el Caribe de Fútbol, CCCF. El torneo comenzó el 23 de febrero y culminó el 13 de marzo de 1946. Por segundo año consecutivo no participaron países del Caribe. Todos los partidos fueron en la capital costarricense (San José) y el campeón fue el anfitrión Costa Rica.

## Organización

### Sede
| San José                       |
| ------------------------------ |
| Estadio Nacional de Costa Rica |
| Capacidad: 25 000 espectadores |
|                                |

### Equipos participantes
- En cursiva las selecciones debutantes.

| Equipos participantes | Equipos participantes | Equipos participantes |
| --------------------- | --------------------- | --------------------- |
| Costa Rica            | Guatemala             | Honduras              |
| Nicaragua             | Panamá                | El Salvador           |

## Resultados

### Clasificación
| Equipo      | Pts. | PJ | PG | PE | PP | GF | GC | Dif |
| ----------- | ---- | -- | -- | -- | -- | -- | -- | --- |
| Costa Rica  | 8    | 5  | 4  | 0  | 1  | 24 | 6  | 18  |
| Guatemala   | 7    | 5  | 3  | 1  | 1  | 20 | 10 | 10  |
| El Salvador | 6    | 5  | 3  | 0  | 2  | 15 | 11 | 4   |
| Honduras    | 4    | 5  | 2  | 0  | 3  | 17 | 12 | 5   |
| Panamá      | 3    | 5  | 1  | 1  | 3  | 5  | 16 | -11 |
| Nicaragua   | 2    | 5  | 1  | 0  | 4  | 5  | 31 | -26 |

### Partidos
| 23 de febrero de 1946                    | Panamá       | 1:0 (0:0) | Honduras | Estadio Nacional, San José |                         |
|                                          | Ferreira 83' |           |          | Árbitro(s): Willy Jones    | Árbitro(s): Willy Jones |
| Armando Sosa falló un penalti (atajado). |              |           |          |                            |                         |

| 24 de febrero de 1946 | El Salvador   | 1:3 (1:2) | Guatemala                        | Estadio Nacional, San José |                        |
|                       | Gutiérrez 43' |           | de León 18', 32' · Camposeco 79' | Árbitro(s): Juan López     | Árbitro(s): Juan López |

| 24 de febrero de 1946 | Costa Rica                                                                          | 7:1 | Nicaragua   | Estadio Nacional, San José |  |
|                       | Riggioni 5' · Rodríguez 25' · Umaña 52' · Murillo 64, 73' · Zamora 65' · Retana 77' |     | Arroligo ?' |                            |  |

| 26 de febrero de 1946 | Costa Rica                                                        | 7:0 (3:0) | Panamá | Estadio Nacional, San José |                        |
|                       | Rodríguez 14' · Solano 23', ?', 55', 65' · Zeledón 80' · Rojas ?' |           |        | Árbitro(s): Juan López     | Árbitro(s): Juan López |

| 28 de febrero de 1946 | El Salvador                                         | 7:2 (2:1) | Nicaragua                | Estadio Nacional, San José |  |
|                       | Cea 6' · Corado 35', 50', 69', 78' · Rivas 64', 82' |           | Navarro 9' · Estrada 58' |                            |  |

| 28 de febrero de 1946 | Honduras                                     | 5:3 (2:1) | Guatemala                              | Estadio Nacional, San José |                        |
|                       | Sosa 32' · Arzu 40', 60', 62' · Palencia 89' |           | Toledo 20' · Camposeco 65' · Duran 75' | Árbitro(s): Juan López     | Árbitro(s): Juan López |

| 7 de marzo de 1946 | Costa Rica                                                | 5:1 (3:0) | Honduras | Estadio Nacional, San José |  |
|                    | Zamora 10' · Riggioni 19' · Rojas 30, 62' · Rodríguez 82' |           | Arzu 52' |                            |  |

| 7 de marzo de 1946 | Panamá      | 1:4 | El Salvador                                               | Estadio Nacional, San José |                        |
|                    | Figueroa ?' |     | Gutiérrez 10' · Deras 23' · Ospino 25' (a.g.) · Torres ?' | Árbitro(s): Juan López     | Árbitro(s): Juan López |

| 7 de marzo de 1946 | Nicaragua | 0:7 | Guatemala                                        | Estadio Nacional, San José   |                              |
|                    |           |     | Toledo ?', ?', ?' · Desconocido/s ?', ?', ?', ?' | Árbitro(s): Herbert Grabosky | Árbitro(s): Herbert Grabosky |

| 9 de marzo de 1946 | Honduras       | 1:3 | El Salvador          | Estadio Nacional, San José |  |
|                    | Desconocido ?' |     | Gutiérrez ?', ?', ?' |                            |  |

| 10 de marzo de 1946 | Panamá | 0:2 | Nicaragua              | Estadio Nacional, San José |  |
|                     |        |     | Pérez ?' · Arroligo ?' |                            |  |

| 10 de marzo de 1946 | Costa Rica | 1:4 (1:1) | Guatemala                            | Estadio Nacional, San José |                        |
|                     | García 25' |           | Toledo 21', 51', 69' · Camposeco 77' | Árbitro(s): Juan López     | Árbitro(s): Juan López |

| 13 de marzo de 1946       | Panamá                      | 3:3 (3:1) | Guatemala            | Estadio Nacional, San José |  |
|                           | Valdés 9' · Rangel 18', 20' |           | Toledo 38', 55', 68' |                            |  |
| Expulsado: Gabriel Ospino |                             |           |                      |                            |  |

| 13 de marzo de 1946 | Honduras | 10:0 | Nicaragua | Estadio Nacional, San José |  |

| 13 de marzo de 1946                                             | Costa Rica                                      | 4:0 (1:0) | El Salvador | Estadio Nacional, San José |                        |
|                                                                 | Riggioni 39' · Rodríguez 50' · Zeledón 54', 56' |           |             | Árbitro(s): Juan López     | Árbitro(s): Juan López |
| René Gutiérrez falló un penalti (atajado) en el segundo tiempo. |                                                 |           |             |                            |                        |

|                               |
| Bandera de Costa Rica         |
| Campeón Costa Rica 2.º título |